# Gletscherweberknecht

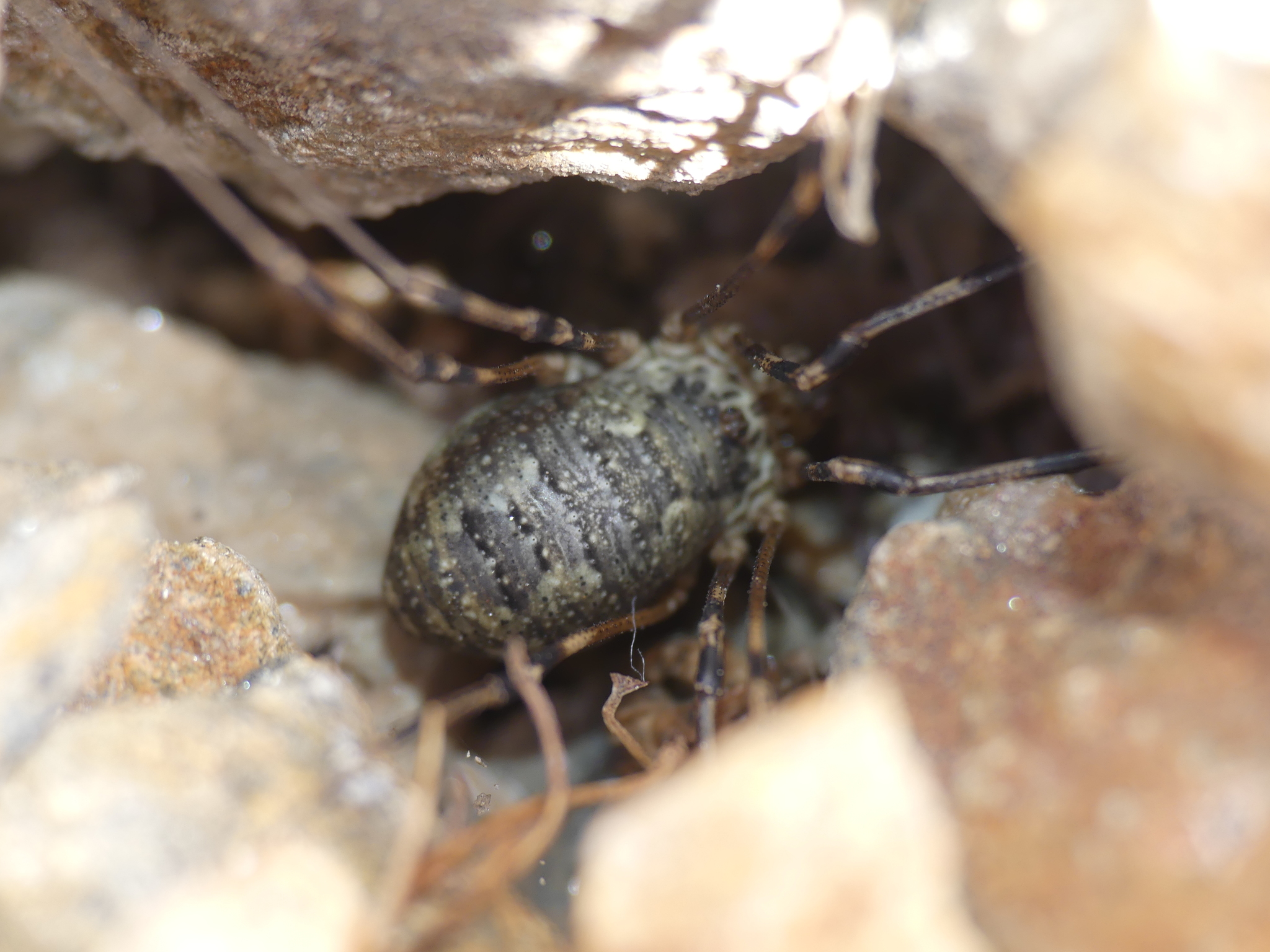
Nahaufnahme des Opisthosomas

Der Gletscherweberknecht (Mitopus glacialis) ist eine nur in höheren Lagen der Alpen vorkommende Art der Weberknechte.

## Merkmale
Die Körperlänge der Männchen beträgt 5,5–6 mm, die der Weibchen 9–10 mm. Der Körper ist steingrau gefärbt, mit einem bläulich-kalkgrauen Sattel bei den Weibchen und einem grauschwarzen Sattel bei den Männchen. Die Sattelfärbung ist charakteristisch für die Art. Vor allem im vorderen und den seitlichen Bereichen kann der Körper hell gefärbt sein, woraus eine schwarz-weiße Musterung entsteht. Femora und Knie der Beine sind rund, die Tibien gerundet fünfkantig. Die Beine sind sehr lang und sorgen für eine gesamte Spannweite von bis zu 12 cm.

## Verbreitung und Lebensraum
Der Gletscherweberknecht ist nur in den Alpen verbreitet, mit einem Schwerpunkt in den zentralen, westlichen und südlichen Teilen der Alpen. Im Süden reicht das Verbreitungsgebiet bis zum Gardasee in Italien, im Westen fast bis zur Rhone in Frankreich, im Norden bis nach Vorarlberg in Österreich und im Osten bis ins Land Salzburg in Österreich. Eventuell ist die Art auch bis nach Slowenien verbreitet.
Die Art findet sich nur oberhalb der Baumgrenze in der Matten- und Krummholzzone von 1800 bis 3600 m Höhe meist auf Felsen und Blockschutt in Südlage. In den Alpen gibt es keine andere Weberknecht-Art, die so hoch steigt. Den Namen verdankt der Gletscherweberknecht der Tatsache, dass er ebenfalls Gletschervorfelder als Lebensraum besiedelt. Der Gletscherweberknecht ist ein Glazialrelikt. Das bedeutet, dass er zu der letzten Kaltzeit weiter verbreitet war, sich aufgrund der steigenden Temperaturen der Warmzeit jedoch in höhere Lagen zurückziehen musste und deshalb nur noch im Hochgebirge zu finden ist. Durch die globale Erwärmung und die somit steigenden Temperaturen in den Alpen ist zu befürchten, dass die Art in den tieferen Lagen ihres Lebensraumes verschwinden wird und einer Gefährdung ausgesetzt ist – denn als Hochgebirgsart ist ein Ausweichen in höhere Lagen nicht mehr möglich und ihr Lebensraum verkleinert sich somit.

## Lebensweise
Tagsüber finden sich die Tiere gut getarnt an Steinen. Sie jagen kleine Tiere, beispielsweise Gletscherflöhe, die sie mit ihren Zangen packen und verschlucken. Bei Gefahr können sie sich gegen Räuber mit einem Sekret aus ihren Stinkdrüsen zur Wehr setzen. Adulte (reife) Individuen finden sich vom Sommer bis zum Wintereinbruch. Nach der Paarung legen die Weibchen ihre Eier meist in Hohlräumen zwischen Steinen oder im Boden ab. Die geschlüpften Jungtiere häuten sich etwa vier- bis achtmal, ehe sie die Geschlechtsreife erreichen. Adulte Tiere überstehen auch Temperaturen von bis zu −20° C problemlos und sind somit gegen Fröste geschützt, die im Hochgebirge auch im Sommer auftreten können.

## Taxonomie
Die Art wurde 1845 von Oswald Heer unter dem Namen Opilio glacialis erstbeschrieben. Weitere Synonyme sind Mitopus obliquus C.L.Koch, 1839, Oligolophus glacialis (Heer, 1845) und Strandibunus glacialis (Heer, 1845).